# Ploča Molučkog mora
Ploča Molučkog mora smještena je u zapadnom Tihom oceanu u blizini Indonezije. Znanstvenici  je klasificiraju kao potpuno potopljenu mikroploču koja je dio kompleksa zone sudara Molučkog mora. Ploča Molučkog mora predstavlja jedini poznati primjer divergentne dvostruke subdukcije (DDS), koja opisuje subdukciju s obje strane jedne oceanske ploče.

## Tektonske postavke
Ploča Molučkog mora je jedna od mnogih tektonskih značajki koje čine zonu sudara Molučkog mora, koji se odnosi na tektonski kompleks ploča Sangihe, Halmahera i Ploče Molučkog mora, uz vulkanske lukove Halmahera i Sangihe. Ploča Sangihe koja se kreće prema jugoistoku nalazi se duž zapadne granice Molučke morske ploče dok se ploča Halmahera, koja se kreće prema sjeverozapadu, nalazi duž istočne granice Molučke morske ploče. U zapadnom Tihom oceanu, Molučko more graniči s indonezijskim otocima Sulawesi (Celebes) na zapadu, Halmaherom na istoku i otočjem Sula na jugu. Molučko more graniči s Bandskim morem na jugu i Celebeskim morem na zapadu. Na sjeveru je Filipinsko more, a na istoku more Halmahera. Smješteno južno od Mindanaoa, Molučko more je uski bazen podvučen ofiolitskim grebenom koji se pruža u smjeru sjever-jug, koji uzdiže središnji dio bazena.

## Mehanika ploča
Dominantna teorija kaže da je Molučka morska ploča potpuno subducirana ispod ploča Halmahera i Sangihe koji na nju nasjedaju, Iako znanstvena zajednica još nije došla do konsenzusa o tome kada je točno ploča Molučkog mora potpuno subducirala. Prilikom aktivnog subdukcije, sudar kore ploče Molučkog mora nastao je površinskim presjekom "suprotno uronjenih Benioffovih zona" (također poznatih kao divergentna dvostruka subdukcija) što je rezultiralo vulkanskim lukovima Sangihe i Halmahera. Sila koju je djelovao debeli kompleks sudara ploča Halmahera i Sangihe koji se nalazi iznad njih je potisnuo koru ploče Molučkog mora u dubinu zemljine kore. Sama ploča ima asimetričnu morfologiju, konfiguriranu u obrnutom obliku slova U. Zona sudara luka i luka Molučke morske ploče karakterizirana je kao debeo sloj niske brzine, koji je vrlo varijabilne gustoće. Varijabilnost u gustoći Molučke morske ploče dovela je do različitih brzina subdukcije na dvama stranama. Divergentna dvostruka subdukcija može olakšati različite tektonske procese, uključujući zatvaranje oceanskih bazena, akreciju i spajanje vulkanskih lukova i rast kontinenata.

## Potresi
Povijesno gledano, ploča Molučkog mora doživjela je stotine potresa različitih jačina. Najnoviji veliki potres, magnitude 7,3, duboko ispod mora Celebes, dogodio se u siječnju 2017., a USGS ga je pripisao „dubokom obrnutom rasjedu unutar nagnute seizmičke zone koja definira duboku granicu mikroploče Molučkog mora ispod bazena Celebeskog mora.”

## Geologija
Geološke karakteristike prikazane na okolnim otocima pružaju uvid u složeno kretanje ploče divergentne dvostruke subdukcijske ploče. Izdvojeni ofiolitički nizovi i debeli melanži prekriveni su prednjim naslagama; Skraćivanje Snelliusove visoravni uzrokovano subdukcijom istok-zapad uzrokovalo je ponovno aktiviranje potisnih melanža i deformiranje serije prednjeg luka. Izložene ofiolitne stijene mogu se naći na otocima podmorskog grebena Talaud-Mayu, koji dijeli zonu sudara luka i luka Molučke morske ploče; ti ofioliti pružaju uvid u odnos između potresa i izdizanja koji okružuju ploču.